# Joana de Aragão (1375–1407)
Joana de Aragão (em castelhano:  Juana; Daroca, 12 ou 17 de agosto de 1375 — Valência, 13 de setembro de 1407) foi infanta de Aragão por nascimento e condessa consorte de Foix por casamento com Mateus I de Foix.

## Biografia
Nasceu em Daroca, na província de Saragoça, a segunda dos cinco filhos do rei João I de Aragão e de Marta d'Amargnac, e a única a atingir a maioridade. Após dar à luz outra menina, Leonor, Marta faleceu, deixando esposo e filha de três anos.
O pai de Joana voltou a se casar dois anos depois, com Violante de Bar, que, assim como Marta, deu à luz vários filhos, mas apenas uma menina sobreviveu à infância: a tão celebrada Iolanda de Aragão, que teve um papel de destaque na Guerra dos Cem Anos.
Em 4 de junho de 1392, em Barcelona, Joana casou-se com Mateus I, conde de Foix. Eles foram casados por quinze anos, mas não tiveram filhos.
Em 1396, o rei João morreu num acidente de cavalo, e foi sucedido por seu irmão, Martim, duque de Montblanc. Todavia, os nobres sicilianos estavam em rebelião e Martim teve de ficar na ilha, reino que reivindicava através de sua mãe, Leonor da Sicília. Nesse ínterim, Maria de Luna, esposa de Martim, reivindicou o trono em nome de seu esposo e agiu como sua representante até a chegada de Martim, no ano seguinte. Ainda assim, a demora abriu caminho para mais disputas em Aragão. Seu direito ao trono foi contestado por Joana, a filha mais velha de João I, e Mateus. Todavia, Martim conseguiu barrar as tropas invasoras de Foix e confiscou as possesões do casal na Espanha.
A meia-irmã mais nova de Joana, Iolanda, também reivindicou o trono com o auxílio de sua mãe, apesar de Joana ainda estar viva, mas elas também falharam. No entanto, Iolanda se casou com Luís II, duque d'Anjou, e teve filhos, e todos eram uma ameaça para Joana.
Faleceu aos 32 anos, em Valência, viúva e sem filhos. Mateus havia morrido nove anos antes e suas posses foram herdadas por sua irmã mais velha, Isabel de Castelbo, que conseguiu reaver as posses espanholas da família.